# Žiga Murko
Žiga Murko je slovenski glasbenik. Rojen je bil leta 1988 v Kopru, trenutno pa živi v Ljubljani. Po študiju pozavne pri profesorju Albertu Kolblu je glasbeno pot nadaljeval na Konservatoriju za Jazz v Rotterdamu, kjer je leta 2011 diplomiral pri mentorjih Ilja Reijngoud in Bart Van Lier. Leta 2009 se je pridružil zasedbi Next, pod vodstvom Dreja Hočevarja. Nastopal je kot član skupin Zlatko Kaučič Kombo, Igro Lumpert quintet, Igor Bezget Pangaea, Bostjan Simon There be monsters, Goran Krmac Take off, Jan Kus Amna, ter kot gost in solist Big Banda RTV Slovenija. Žiga Murko ustvarja jazz in improvizirano glasbo, soul, elektronsko glasbo in hip-hop produkcijo. Po nastopu na Jazz festivalu Ljubljana 2012 z zasedbo Ziga Murko 13 je uspešno raziskoval nove poti elektronike in podzemne hip-hop produkcije. Izdal je več kot 20 solo projektov, med drugim albume Interspace (2015), Event (2016) in Mist of Dreams (2017). Razvil je svojstven glasbeni jezik, ki je v domačem prostoru pustil pečat predvsem zaradi prepletanja in zvočnega plastenja različnih glasbenih zvrsti. Njegovo delo je prepričalo veliko tujih založb, med drugimi tudi Burnt tapes, Radio Juicy in Acorn tapes ter domači ZARŠ records in rx:tx.